# Angela Becker-Fuhr

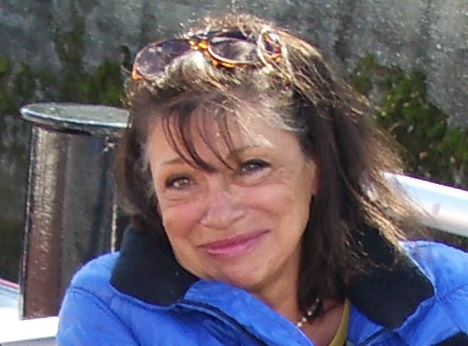
Angela Becker Fuhr

Angela Becker-Fuhr (* 1946 in Konstanz) ist eine deutsche Malerin.

## Biographie
Angela Becker-Fuhr erhielt schon früh von ihrem Vater  Curth Georg Becker (1904–1972)  Mal- und Zeichenunterricht. Nach Schulabschluss absolvierte sie 1966–1968 zunächst eine Buchhändlerlehre. Anschließend besuchte sie die Werbefachschule in Frankfurt am Main (1970–1971), später die Fachhochschule für Gestaltung in Wiesbaden (1986–1988). Ihr Wohnsitz wechselte zwischen Paris, Köln, Berlin, Frankfurt/Main, Wiesbaden und zurück an den Bodensee. Dazwischen machte sie zahlreiche Reisen und absolvierte Arbeitsaufenthalte in Südeuropa und Südostasien. Sie lebt in Öhningen.

## Werk

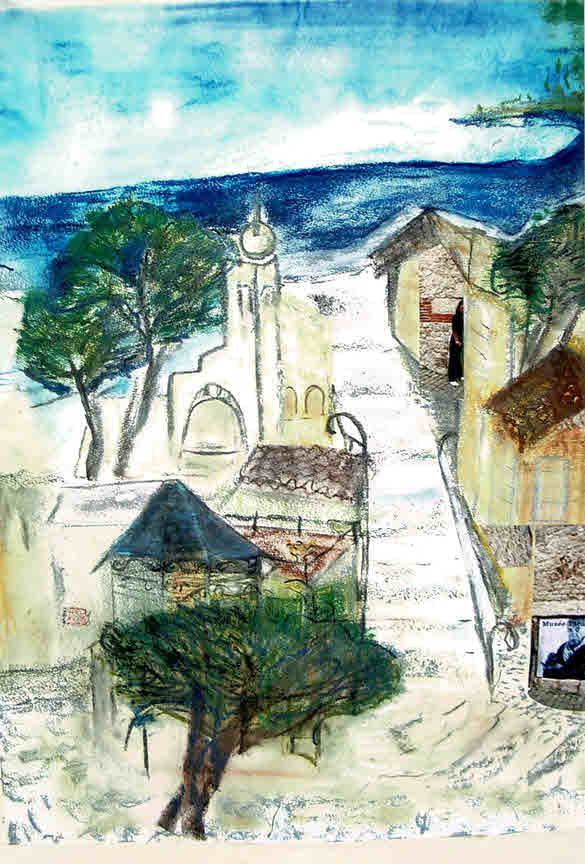
Antibes, Aquarell, 2020

Angela Becker-Fuhrs Werk ist geprägt vom Licht des Südens. In Gegenständlichkeit und Farbgebung folgt sie trotz eigenständiger Bildsprache dem malerischen Erbe ihres Vaters der französischen Malschule der klassischen Moderne.
In einer Art malerischer „Reisetagebücher“ hält Angela Becker-Fuhr Begegnungen mit Landschaften und Menschen in Nähe und Ferne fest. Ebenso wie etwa die Fremdartigkeit Asiens überträgt sie auch die Vielschichtigkeit Italiens, Südfrankreichs und seiner antiken Stätten, Städte und Landschaften in Bilder. Fremdes und die dazu notwendige Distanz sind Anreiz und bergen den Reiz der Motivwahl. Immer wieder aber sind harmonische Stillleben und Interieurs Gegenstand ihrer Arbeit. Politisch und gesellschaftlich motiviert beschäftigt sie sich seit geraumer Zeit gedanklich und malerisch mit dem Schicksal von Flüchtenden und Migranten.
Speziell erinnert sie an das Exil der Emigranten, die während des Zweiten Weltkriegs an der französischen Mittelmeerküste auf Visum und Schiffspassage ins lebensrettende Exil warteten und zieht Parallelen zur Gegenwart.

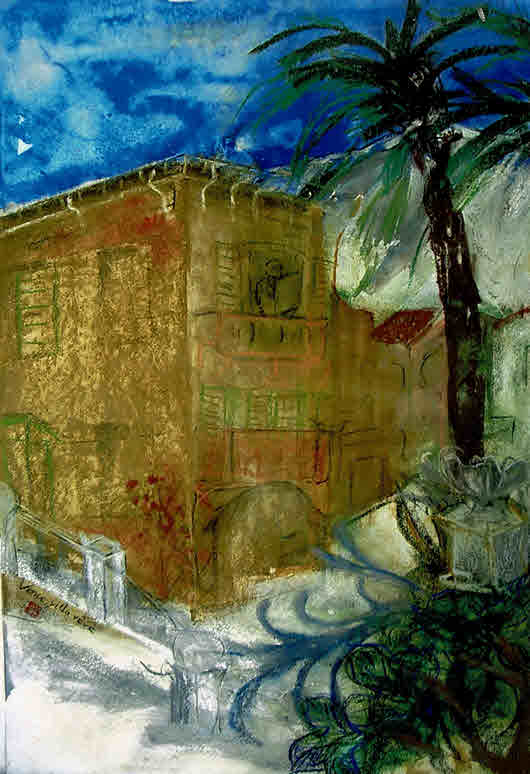
Villa Rêve 2018

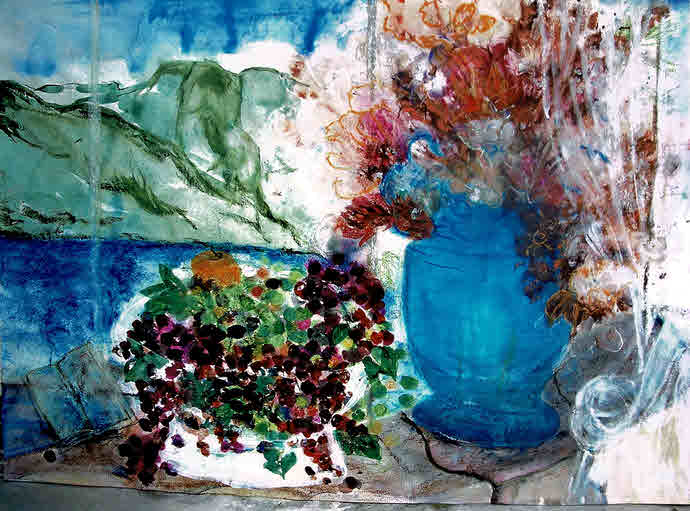
Die Dinge des Lebens 2019

## Techniken
Aquarell und Mischtechniken auf Papier, Collagen, Materialbilder, Kleinplastiken, Bleiglasfenster.

## Einzelausstellungen und Ankäufe
- Beuys-Archiv, Schloss Moyland
- Gemeinde Öhningen
- Goethe-Institut Bangkok
- Goethe-Institut Yokyakarta
- Hermann-Hesse-Höri-Museum[1] (Gaienhofen)
- Landratsamt Konstanz
- Sammlung der Zürich-Versicherung (Zürich)
- Stiftung Lilienberg (Ermatingen)
- Stiftung der Sparkasse Singen
- Sammlung der Stadt Stein am Rhein
- Sammlung Zehnacker (Berlin)
- Beteiligung an Gruppenausstellungen in Deutschland und der Schweiz